# Autosan Eurolider 9
L' Autosan Eurolider 9 est un autobus interurbain de taille midi fabriqué par le constructeur polonais Autosan depuis 2013.
Ce véhicule était équipé à l'origine d'un moteur Cummins ISB6.7E6280 Euro 4, développant 204 kW. Depuis la reprise de l'activité en 2016, le véhicule est désormais équipé d'un moteur Iveco F4AE 3682E EEV, Euro6 développant 194 kW. Il a été présenté en octobre 2016 lors du Salon TransExpo de Kielce.